# 하치조지마 등대

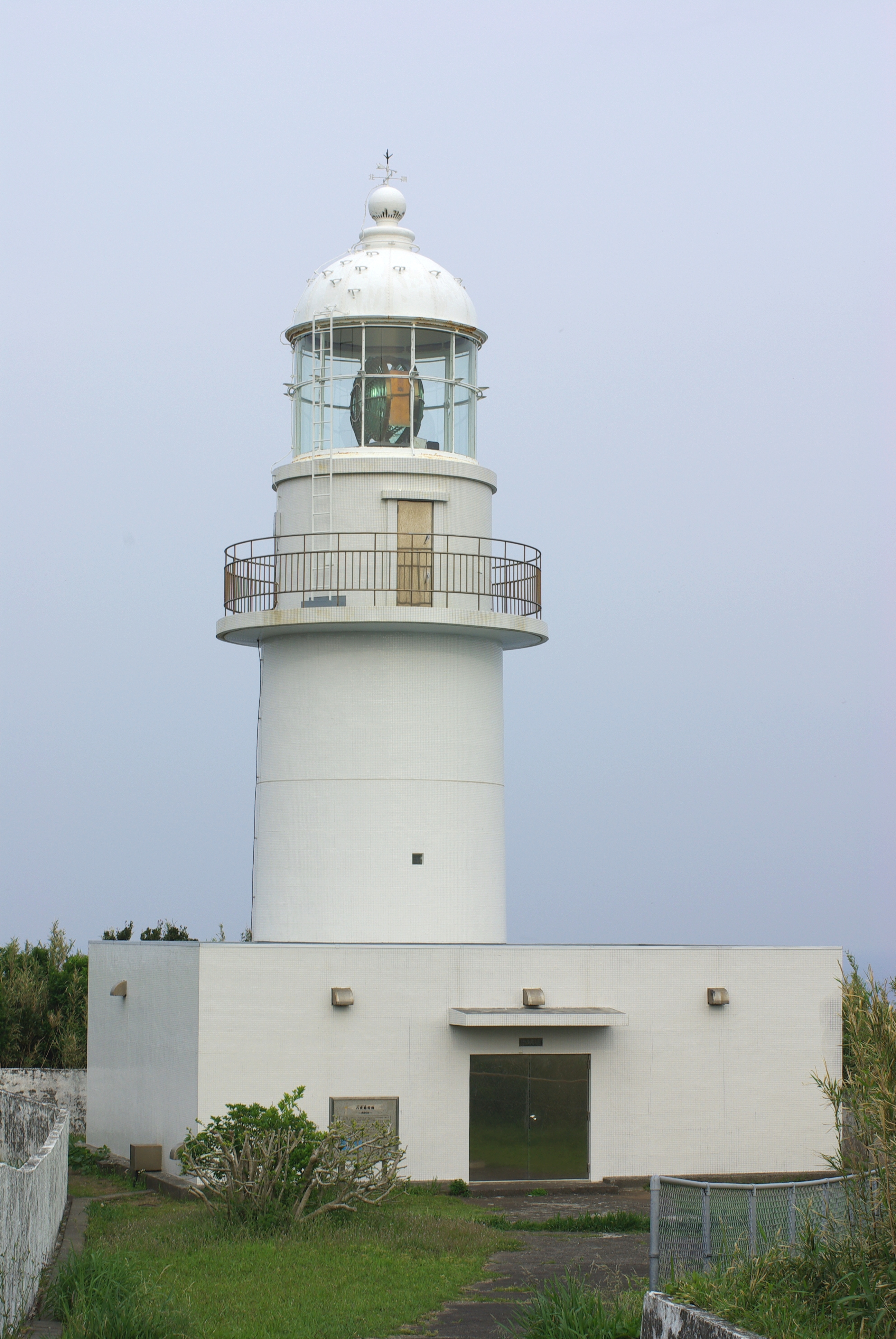
하치조지마 등대

하치조지마 등대(八丈島灯台)는 일본 도쿄도 하치조정 스에요시에 있는 흰색 등대이다. 하치조 정영 버스 스에요시 소학교 버스 정류장에서 도보 7분 거리에 있다.

## 시설
선박 기상 통보, 무선 방위 신호소, 하치조섬 디퍼렌셜 GPS 국이 있다.

## 역사
1951년 6월 10일 첫 점등을 하였다. 2016년 9월 30일, 선박 기상 통보, 디퍼렌셜 GPS 국에서 기상 메시지 전달을 폐지하였다. 2019년 3월 디퍼렌셜 GPS 국을 폐지하였다.